# Jerry-Christian Tchuissé
Jerry-Christian Tchuissé (Douala, 13 de janeiro de 1975) é um ex-futebolista camaronês.[carece de fontes?]

## Carreira de jogador
Em 15 anos de carreira, iniciada em 1993 no Bongongui (clube de sua cidade), Tchuissé jogou ainda pelo Léopards (também de Douala), antes de ter destaque no futebol da Rússia, onde chegou em 1998 para defender um clube amador, o Neftyanik Kubani Goryachy Klyuch. Chamou a atenção do Chernomorets Novorossiysk, que o contrataria no mesmo ano.
Após ter sofrido uma grave lesão no joelho que quase o obrigou a pendurar as chuteiras, o lateral foi contratado em 2000 pelo Spartak Moscou, tendo atuado em 55 partidas e conquistando o bicampeonato nacional. Chegou a negociar com o RC Lens, porém não chegou a um acordo com o clube francês e voltou ao Chernomorets em 2003, entrando em campo 33 vezes.
Tchuissé voltou a Moscou em 2004, desta vez para jogar no FC Moscou. Em 80 partidas, foram 2 gols - os únicos dele como profissional. O lateral ainda passou por Terek Grozny e Vityaz Podolsk, encerrando a carreira em 2008.

## Carreira internacional
Depois de receber a cidadania russa em 2000, Tchuissé passou a ser considerado elegível para defender a Seleção nacional, e embora chegasse a participar de alguns treinos, nunca foi convocado. Ele, então, decidiu jogar pela Seleção de Camarões, fazendo sua estreia pelos Leões Indomáveis em maio de 2001. No ano seguinte participou de um amistoso contra a Dinamarca, porém não foi à Copa, sediada em conjunto por Japão e Coreia do Sul.
O último jogo de Tchuissé foi em fevereiro de 2005, num amistoso contra o Senegal.